# Nina Averina
Nina Federova Averina (russo: Нина Фёдоровна Аверина) é uma soviética, bibliógrafa do povo russo, jornalista, historiadora local e poeta. Ela tem cidadania australiana.
Ela é autora de mais de 80 publicações e recriou o repertório completo de livros publicados em Perm por dois séculos: de 1792 a 1989 (mais de 16 mil títulos), o que se tornou uma contribuição significativa para o repertório da literatura russa.